# NGC 2073
NGC 2073 est une galaxie lenticulaire située dans la constellation du Lièvre. NGC 2073 a été découverte par l'astronome germano-britannique William Herschel en 1784.

## Caractéristiques
Sa vitesse par rapport au fond diffus cosmologique est de 3 050 ± 17 km/s, ce qui correspond à une distance de Hubble de 45,0 ± 3,2 Mpc (∼147 millions d'al).
À ce jour, une mesure non basée sur le décalage vers le rouge (redshift) donne une distance d'environ 46,500 Mpc (∼152 millions d'al). Cette valeur est à l'intérieur des valeurs de la distance de Hubble.